# Émile Billard
François Alexandre Émile Billard (El Havre, 5 de abril de 1852-El Havre, 29 de junio de 1930) fue un deportista francés que compitió en vela en la clase tonelaje. Participó en los Juegos Olímpicos de París 1900, obteniendo una medalla de oro en la clase 10 – 20 Ton.

## Palmarés internacional
| Juegos Olímpicos | Juegos Olímpicos | Juegos Olímpicos | Juegos Olímpicos |
| Año              | Lugar            | Medalla          | Clase            |
| ---------------- | ---------------- | ---------------- | ---------------- |
| 1900             | París (Francia)  | Medalla de oro   | 10 – 20 Ton      |